# Feuchtgebiet bei Freihaslach
Das Feuchtgebiet bei Freihaslach ist ein geschützter Landschaftsbestandteil von ungefähr 0,8 Hektar Größe im mittelfränkischen Landkreis Neustadt an der Aisch – Bad Windsheim in Bayern. Dieses Gebiet wurde 1986 als Schutzgebiet ausgewiesen und beherbergt das einzige Moorgebiet im Südsteigerwald. Es wird aufgrund seiner Einzigartigkeit als regional bedeutend eingestuft.

## Geographische Lage
Das Schutzgebiet liegt vollständig im Naturpark Steigerwald, der größtenteils dem Mittelgebirge Steigerwald entspricht. Es befindet sich im Gebiet von Burghaslach, einem Markt im mittelfränkischen Landkreis Neustadt an der Aisch – Bad Windsheim. Nördlich des Gebiets verläuft der Freihaslacher Bach, welcher der Unterlauf des Schwarzbaches ist und in die Haslach mündet. Südlich des geschützten Landschaftsbestandteils erhebt sich der Fichtenberg. Der nächstgelegene Ort ist Freihaslach, ein Ortsteil von Burghaslach.

## Zonierung und Schutzstatus
Das Gebiet, das im Jahr 1986 als geschützter Landschaftsbestandteil ausgewiesen wurde, besteht aus zwei Teilflächen unterschiedlicher Größe, die durch einen Schotterweg getrennt sind. Innerhalb dieses Schutzgebiets befindet sich das Biotop „Ungenutzte Feuchtfläche in quelligem Hangbereich südwestlich Freihaslach“ mit der Nummer 6229-0016. Dieses Biotop unterteilt sich, ähnlich wie der geschützte Landschaftsbestandteil, in zwei Teilflächen mit unterschiedlichen Biotopteilflächennummern. Der westliche Teil ist unter der Biotopteilflächennummer 6229-0016-002 kartiert, während der deutlich größere Ostteil die Biotopteilflächennummer 6229-0016-001 trägt. Etwa 60 Prozent des Gebiets entsprechen dem Hauptbiotoptyp „Feuchte und nasse Hochstaudenfluren, planar bis montan“. Die verbleibenden 40 Prozent entsprechen dem Biotoptyp „Seggen- oder binsenreiche Nasswiesen und Sümpfe“. Beide Flächen werden nicht mehr bewirtschaftet, sondern jährlich von Hand gemäht, um Pflege und Erhalt zu gewährleisten. Allerdings besteht aufgrund der Kartierung im Jahr 1986 Unsicherheit über die Aktualität der Daten. International ist das Gebiet schwer einzuordnen, da es nicht an die IUCN gemeldet wurde und wahrscheinlich auch nicht deren Größenkriterien entspricht.

## Schutzgründe
Etwa 0,2 Hektar der Fläche des geschützten Landschaftsbestandteiles Feuchtgebiete bei Freihaslach bestehen als Hangquellmoor, während der Rest von Großseggenrieden, Pfeifengraswiesen und Feuchtwiesen eingenommen wird. Seit den letzten Kartierungen 1992 und 1986 sind acht weitere Arten der Roten Liste in diesem Gebiet beheimatet, während vier Arten verschwunden sind. Insgesamt wurden 27 Pflanzenarten der Roten Liste auf der Feuchtfläche identifiziert, darunter die Davalls Segge, das Breitblättrige Knabenkraut, die Sumpf-Stendelwurz und das Sumpf-Herzblatt. Untersuchungen haben gezeigt, dass viele besondere und streng geschützte Arten in diesem Schutzgebiet leben, darunter die Sumpfheuschrecke, der Dunkle Wiesenknopf-Ameisenbläuling sowie der Kurzschwänzige Bläuling, der in der bayerischen Roten Liste als ausgestorben geführt wird. Besonders hervorzuheben ist, dass in diesem Gebiet Pflanzen und Lebensraumtypen nachgewiesen werden konnten, die Teil der FFH-Richtlinien sind. Dazu gehören das Davall-Seggen-Quellmoor (LRT 7230), die Pfeifengrasenwiese (LRT 6410), die Glatthaferwiese (LRT 6510) sowie der Dunkle Wiesenknopf-Ameisenbläuling (FFH-Anhang II). Ebenfalls von großer Bedeutung ist der Fund des Kurzschwänzigen Bläulings, der in der Roten Liste Bayerns als ausgestorben geführt wird.

## Flora und Fauna
2015 wurden bei Untersuchungen folgende Pflanzen nachgewiesen: Sumpf-Schafgarbe, Zittergras, Sumpf-Dotterblume, Davalls Segge, Entferntährige Segge, Gelb-Segge, Wiesen-Segge, Breitblättriges Knabenkraut, Einspelzige Sumpfbinse, Sumpf-Stendelwurz, Schmalblättriges Wollgras, Breitblättriges Wollgras, Zusammengedrückte Bins, Großes Zweiblatt, Kamm-Wachtelweizen, Gewöhnliches Pfeifengras, Gewöhnliche Natternzunge, Sumpf-Herzblatt, Gold-Hahnenfuß, Knolliger Hahnenfuß, Knöllchen-Steinbrech, Wiesen-Silge, Kuckucks-Lichtnelke, Teufels-Abbiß, Berg-Klee, Kleiner Baldrian. Folgende Tierarten wurden nachgewiesen: Baumpieper, Goldammer, Neuntöter, Wachtel, Grasfrosch, Blauflügel-Prachtlibelle, Südlicher Blaupfeil, Dunkler Wiesenknopf-Ameisenbläuling, Kurzschwänziger Bläuling, Wiesengrashüpfer, Langflüglige Schwertschrecke, Kleine Goldschrecke, Feldgrille, Bunter Grashüpfer, Sumpfschrecke.

## Gefährdung
Der geschützte Landschaftsbestandteil ist insbesondere durch den Bau des Schotterweges gefährdet, der das Moorgebiet durchquert. Dieser Weg führt zu einer Zerschneidung des Moores und die entlang des Weges befindlichen Gräben entwässern das Gebiet stark. Dadurch wird der größere Ostteil des Flachmoores weitgehend von der Quellwasserzufuhr abgeschnitten. Ein weiteres Problem ist die intensive landwirtschaftliche Nutzung im unmittelbaren Einzugsbereich des Flachmoores, die sogar bis in den geschützten Landschaftsbestandteil hineinreicht. Die Hanglage des Ackers führt zu einer erheblichen Abschwemmung von Humus, Düngemitteln und Pestiziden, was die grundlegende Beschaffenheit des Flachmoores beeinträchtigt und es existenziell gefährdet. Zusätzlich zur physischen Beeinträchtigung des Ackers wird das Schutzgebiet auch als Anfahrtsweg für schweres Gerät genutzt, was zu unerwünschter Bodenverdichtung führt. Die frühzeitige Nutzung einer Fettwiese am Nordwestrand verschärft die Situation, da stark vernässte Bereiche darauf hinweisen, dass sie möglicherweise durch die Entwässerung eines Teils des ursprünglichen Flachmoores entstanden ist. Ein weiterer negativer Einfluss kommt von einem Acker im östlichen Teil des geschützten Landschaftsbestandteils, der zu Nährstoffeintragungen führt und die ökologische Balance des Gebiets beeinträchtigt.

## Managementziele
Das Hauptziel besteht in der fortgesetzten biotopprägenden Pflege zur Erhaltung des Quellmoores und zur Abschirmung vor schädlichen Einflüssen. Ebenso wird angestrebt, die Pfeifengraswiese durch Wiedervernässung und kontinuierliche Pflege zu erhalten. Es soll der Bestand des Dunklen Wiesenknopf-Ameisenbläulings und hygrophiler Heuschreckenarten durch maßgeschneiderte Pflege erhalten werden. Die Wiederherstellung des Wasserhaushalts im Gebiet sowie die Vergrößerung und Pufferung besonders wertvoller Bereiche durch intensivere Pflegemaßnahmen sind ebenfalls Ziele. Zur Strukturverbesserung sollen einige Teilbereiche nicht gemäht werden und natürliche Einzelgehölze erhalten bleiben. Zusätzlich wird angestrebt, den Biotopverbund zu verbessern, um eine bessere Vernetzung der Lebensräume zu ermöglichen.